# Afroccidens lodosi
Afroccidens lodosi är en insektsart som beskrevs av Ghauri 1969. Afroccidens lodosi ingår i släktet Afroccidens och familjen dvärgstritar. Inga underarter finns listade i Catalogue of Life.